# Metropolitano de Xiraz
O Metrô de Xiraz é o sistema de metrô de Xiraz, capital da Província de Fars e a maior cidade no sul do Irão, com uma população de mais de 1,2 milhão na cidade e mais de 1,7 milhão na área metropolitana. A construção do Metrô de Xiraz começou em 2001 devido a problemas de tráfego e da alta densidade populacional.

## Linhas

### Linha 1
Na Linha 1 serão 22,4 km de extensão e terá início a partir de Gol-e-Sorkh Square, perto do Aeroporto Internacional de Xiraz, na Praça Ehsan ao norte de Xiraz. Haverá 20 estações e uma estação do metrô será acima do solo (a Ponte Chamran).
Ao sul mais 15 km  para separar dois túneis, com um diâmetro de 7 metros estão sendo construídos, o resto está sendo construído como uma pista dupla de corte-e-capa  de túnel. Entre a Ponte Chamran e Mirza Koochak Khan Square, a linha é de grau. Estações rasas em seções, têm plataformas laterais e profundas ao nível de estações terão uma ilha plataforma.

### Linha 2
Linha 2 serão 8,5 km de comprimento e intersecção com a Linha 1 no Hossein Emam Square, e correrá para Mian Rood & Aadel Abad através Enghelab Street e Basij Square. Haverá dois túneis tubo de 7 m de diâmetro, a uma profundidade de 15 m. Dentre as 10 estações planejadas, haverá 2 estações de superfície.

### Linha 3
Na Linha 3 serão 16 km de comprimento e executado a partir de Koochak Mirza Khan Square (Ma'ali abad) na Linha 1 a Sadra Cidade Nova. Os primeiros 4 km serão raso em um túnel, e o restante de superfície. Haverá quatro estações subterrâneas e quatro estações superficiais. Ela terá uma estação em Xiraz, estação ferroviária de transferir pessoas de Xiraz à estação ferroviária.